# Silkwood
Silkwood és una pel·lícula dramàtica estatunidenca de 1983, dirigida per Mike Nichols. El guió va ser escrit per Nora Ephron i Alice Alren, i tracta de la vida de Karen Silkwood, que va morir en estranyes circumstàncies mentre investigava deficiències en la planta de combustible nuclear en la qual treballava. La pel·lícula és protagonitzada per Meryl Streep al costat de Kurt Russell, Cher, Craig T. Nelson, David Strathairn, Bruce McGill, Diana Scarwid, Ron Silver, Susie Bond i Fred Ward. La pel·lícula va rebre crítiques molt positives i va ser nominada per a cinc Premis de l'Acadèmia.
Ha estat doblada al català.

## Argument
Karen Silkwood treballa en una planta de preparació de combustible nuclear de l'empresa Kerr-McGee prop de Crescent (Oklahoma). Treballa en la preparació de barres de combustible de plutoni per a reactors nuclears. Pertany a un sindicat.
Silkwood creu que els gerents falsifiquen informes de seguretat i arrisquen el benestar del personal. Karen consulta al sindicat sobre les seves preocupacions. Viatja a Washington, D. C. per atestar davant la Comissió d'Energia Atòmica dels Estats Units.
Silkwood es contamina amb plutoni. També descobreix que els negatius de les radiografies amb rajos X de les barres de combustible nuclear havien estat retocades i que els registres de les mesures de seguretat inadequades han estat alterats. Decideix portar una recerca pel seu compte. Quan creu que ha reunit documentació suficient, contacta amb un periodista del New York Times. Finalment Silkwood mor en un accident d'automòbil mentre acudia a una reunió amb el seu promès, el periodista i un dirigent sindical. Es creu que portava amb si documents que provaven acusacions per falsificació de controls de qualitat de barres de combustible nuclear.

## Repartiment
- Meryl Streep: Karen Silkwood.
- Kurt Russell: Drew Stephens.
- Cher: Dolly Pelliker.
- Craig T. Nelson: Winston.
- Fred Ward: Morgan.
- Diana Scarwid: Angela.
- Ron Silver: Paul Stone.
- Josef Sommer: Max Richter.
- Charles Hallahan: Earl Lapin.
- Sudie Bond: Thelma Rice.
- Henderson Forsythe: Quincy Bissell.
- Bruce McGill: Mace Hurley.
- David Strathairn: Wesley.
- M. Emmet Walsh: Walt Yarborough.
- Ray Baker: Pete Dawson.

## Cas similar
Un cas similar va tenir lloc en la Unitat de Radiofarmàcia del Servei de Medicina Nuclear de l'Hospital Son Dureta a Palma. Durant tres setmanes al setembre de 2010 es van ometre els controls de qualitat de fàrmacs radioactius tecneciats usats per a gammagrafies. Es va posar una denúncia i al novembre de 2011 es va realitzar en aquesta Unitat de Radiofarmàcia una inspecció del Servei de Seguretat Nuclear de Balears. No es va posar cap sanció. Denunciar no va servir de res. A més, hi ha la possibilitat que s'hagin repetit omissions similars. Es va posar també una denúncia en el Jutjat d'Instrucció en relació amb l'omissió de controls de qualitat en altres dates.

## Premis i nominacions
- Oscar a la millor actriu (Meryl Streep, nominada)
- Oscar a la millor actriu secundària (Cher, nominada)
- Oscar al millor director (Mike Nichols, nominat)
- Oscar al millor guió original (Nora Ephron i Alice Alren, nominat)
- Oscar al millor muntatge (Sam O'Steen, nominat)
- BAFTA a la millor actriu (Meryl Streep, nominada)
- BAFTA a la millor actriu secundària (Cher, nominada)
- Globus d'Or a la millor actriu secundària (Cher, guanyadora)
- Globus d'Or a la millor pel·lícula dramàtica (nominada)
- Globus d'Or a la millor actriu dramàtica (Meryl Streep, nominada)
- Globus d'Or al millor actor secundari (Kurt Russell, nominat)
- Globus d'Or al millor director (Mike Nichols, nominat)
- Premi del Cercle de Crítics de Cinema de la Ciutat de Kansas a la Millor Actriu (Meryl Streep, guanyadora)
- Premis del Sindicat de Guionistes d'Amèrica (Nora Ephron i Alice Arlen, nominats)